# Säsong 8 av Teenage Mutant Ninja Turtles (1987)
Säsong 8 av Teenage Mutant Ninja Turtles (1987) är seriens åttonde säsong, och visades i CBS under perioden 17 september-5 november 1994. Serien fick en mörkare underton, och flera av de klassiska figurerna medverkade allt mindre. Teknodromen befinner sig under denna säsong i Dimension X, medan Krang, Shredder, Bebop och Rocksteady är strandsatta på Jorden.

## Lista över avsnitt
| Nr |  | Titel                   |  | Regissör  | Manus      |  |  | Originalvisning   |  | TV-kod |  |  |
| --- |  | ----------------------- |  | --------- | ---------- |  |  | ----------------- |  | ------ |  |  |
| 171 |  | "Get Shredder!"         |  | Tony Love | David Wise |  |  | 17 september 1994 |  |        |  |  |
| Krang och Shredder är kvarlämnade på Jorden, medan Teknodromen skickats till Dimension X. Krang och Shredder beslutar sig för att använda lokalerna för 1964 års världsutställning. När utomjordingen Drakus dyker upp och kidnappar Krang, tror Shredder först att sköldpaddorna ligger bakom. Shredder hotar att spränga Channel 6-byggnaden i luften, vilket han också gör även om Splinter i sista sekunden hinner rädda alla personer inuti. |  |                         |  |           |            |  |  |                   |  |        |  |  |
| 172 |  | "Wrath of the Rat King" |  | Tony Love | David Wise |  |  | 24 september 1994 |  |        |  |  |
| Medan Krang försöker få kontakt med Teknodromen i Dimension X, allierar sig Shredder med Råttkungen för att förinta sköldpaddorna. Samtidigt anklagar Burne Thompson sköldpaddorna för Channel 6-byggnadens förstörelse. |  |                         |  |           |            |  |  |                   |  |        |  |  |
| 173 |  | "State of Shock"        |  | Tony Love | David Wise |  |  | 1 oktober 1994    |  |        |  |  |
| När en ninjaliga ledd av Megavolt stjäl elektrisk utrusning från stadens kraftstationer, får sköldpaddorna skulden. |  |                         |  |           |            |  |  |                   |  |        |  |  |
| 174 |  | "Cry HAVOC!"            |  | Tony Love | David Wise |  |  | 8 oktober 1994    |  |        |  |  |
| Den nya organisationen HAVOC härjar i staden. |  |                         |  |           |            |  |  |                   |  |        |  |  |
| 175 |  | "HAVOC in the Streets"  |  | Tony Love | David Wise |  |  | 15 oktober 1994   |  |        |  |  |
| Titanus och organisationen HAVOC är tillbaka. Titanus skapar Synapse, en varelse gjord av ren energi, som kan kontrollera allt elektriskt. |  |                         |  |           |            |  |  |                   |  |        |  |  |
| 176 |  | "Enter: Krakus"         |  | Tony Love | David Wise |  |  | 22 oktober 1994   |  |        |  |  |
| En tidsresenär från framtiden, Krakus, har rest tillbaka i tiden från år 2066 för att stoppa Titanus. |  |                         |  |           |            |  |  |                   |  |        |  |  |
| 177 |  | "Cyber-Turtles"         |  | Tony Love | David Wise |  |  | 29 oktober 1994   |  |        |  |  |
| Krang och Shredder kommer åt ett kraftfullt fragment från ett utomjordiskt rymdskepp, vilket Krang vill ha för att kunna behärska hela universum. |  |                         |  |           |            |  |  |                   |  |        |  |  |
| 178 |  | "Turtle Trek"           |  | Tony Love | David Wise |  |  | 5 november 1994   |  |        |  |  |
| Krang och Shredder lyckas öppna en port till Dimension X, och beger sig till Teknodromen. Sköldpaddorna får hjälp av Gargon från Dimension X. Titelreferens: Star Trek Noterbart: Bebop och Rocksteady medverkar för sista gången. |  |                         |  |           |            |  |  |                   |  |        |  |  |

### Fotnoter
1. ↑  Mark Pellegrini (29 december 2015). ”Teenage Mutant Ninja Turtles (1987) season 8 Review” (på engelska). Adventures in Poor Taste. Arkiverad från originalet den 2 januari 2016. https://web.archive.org/web/20160102195614/http://www.adventuresinpoortaste.com/2015/12/29/teenage-mutant-ninja-turtles-1987-season-8-review/. Läst 9 januari 2016.
2. ↑  "Master Splinter" (6 mars 2012). ”1994 Original Fred Wolf Series – Episode 171 (Get Shredder!)” (på engelska). Mutant Ooze. http://mutantooze.org/wiki/1994-original-fred-wolf-series-episode-171-get-shredder/. Läst 14 december 2015.
3. ↑  "Master Splinter" (6 mars 2012). ”1994 Original Fred Wolf Series – Episode 172 (Wrath of the Rat King)” (på engelska). Mutant Ooze. http://mutantooze.org/wiki/1994-original-fred-wolf-series-episode-172-wrath-of-the-rat-king/. Läst 14 december 2015.
4. ↑  "Master Splinter" (6 mars 2012). ”1994 Original Fred Wolf Series – Episode 173 (State of Shock)” (på engelska). Mutant Ooze. http://mutantooze.org/wiki/1994-original-fred-wolf-series-episode-173-state-of-shock/. Läst 14 december 2015.
5. ↑  "Master Splinter" (6 mars 2012). ”1994 Original Fred Wolf Series – Episode 174 (Cry HAVOC!)” (på engelska). Mutant Ooze. http://mutantooze.org/wiki/1994-original-fred-wolf-series-episode-174-cry-h-a-v-o-c/. Läst 14 december 2015.
6. ↑  "Master Splinter" (6 mars 2012). ”1994 Original Fred Wolf Series – Episode 175 (HAVOC in the Streets)” (på engelska). Mutant Ooze. http://mutantooze.org/wiki/1994-original-fred-wolf-series-episode-175-h-a-v-o-c-in-the-streets/. Läst 14 december 2015.
7. ↑  "Master Splinter" (6 mars 2012). ”1994 Original Fred Wolf Series – Episode 176 (Enter: Krakus)” (på engelska). Mutant Ooze. http://mutantooze.org/wiki/1994-original-fred-wolf-series-episode-176-enter-krakus/. Läst 14 december 2015.
8. ↑  "Master Splinter" (6 mars 2012). ”1994 Original Fred Wolf Series – Episode 177 (Cyber-Turtles)” (på engelska). Mutant Ooze. http://mutantooze.org/wiki/1994-original-fred-wolf-series-episode-177-cyber-turtles/. Läst 14 december 2015.
9. ↑  "Master Splinter" (6 mars 2012). ”1994 Original Fred Wolf Series – Episode 178 (Turtle Trek)” (på engelska). Mutant Ooze. http://mutantooze.org/wiki/1994-original-fred-wolf-series-episode-178-turtle-trek/. Läst 14 december 2015.